# James Johnson (1957–2019)
James Lee Johnson (ur. 27 kwietnia 1957 w hrabstwie Halifax w stanie Karolina Północna, zm. 8 września 2019 w Phoenix) – amerykański zapaśnik w stylu klasycznym. 
Walczył w kategorii do 100 kilogramów. Zajął 5. miejsce na mistrzostwach świata z 1993. Zdobył srebrny medal igrzysk panamerykańskich z 1991. Pięciokrotny medalista na mistrzostwach panamerykańskich, złoto w 1986. Drugi w Pucharze Świata w 1994 i trzeci w 1989 i 1993.
Później był trenerem zapasów. M. in. prowadził reprezentację Stanów Zjednoczonych na igrzyskach olimpijskich w 2012 w Londynie.
Nie należy mylić go z Jamesem Evanem Johnsonem, amerykańskim zapaśnikiem, uczestnikiem igrzysk olimpijskich w 1976 w Montrealu.